# Гілтоп (Міннесота)
Гілтоп (англ. Hilltop) — місто (англ. city) в США, в окрузі Анока штату Міннесота. Населення — 958 осіб (2020).

## Географія
Гілтоп розташований за координатами 45°3′13″ пн. ш. 93°15′0″ зх. д. / 45.05361° пн. ш. 93.25000° зх. д. (45.053564, -93.250129).  За даними Бюро перепису населення США в 2010 році місто мало площу 0,31 км², уся площа — суходіл.

## Демографія
Згідно з переписом 2010 року, у місті мешкали 744 особи в 380 домогосподарствах у складі 151 родини. Густота населення становила 2399 осіб/км².  Було 414 помешкання (1335/км²).
Расовий склад населення:
| - 71,0 % — білих - 11,3 % — чорних або афроамериканців - 2,7 % — азіатів - 1,6 % — корінних американців - 6,9 % — осіб інших рас |

До двох чи більше рас належало 6,6 %. Частка іспаномовних становила 16,9 % від усіх жителів.
За віковим діапазоном населення розподілялося таким чином: 20,3 % — особи молодші 18 років, 69,1 % — особи у віці 18—64 років, 10,6 % — особи у віці 65 років та старші. Медіана віку мешканця становила 42,7 року. На 100 осіб жіночої статі у місті припадало 113,8 чоловіків;  на 100 жінок у віці від 18 років та старших — 112,5 чоловіків також старших 18 років.
Середній дохід на одне домашнє господарство  становив 30 528 доларів США (медіана — 22 073), а середній дохід на одну сім'ю — 35 448 доларів (медіана — 24 500). Медіана доходів становила 34 821 долар для чоловіків та 24 265 доларів для жінок. За межею бідності перебувало 37,0 % осіб, у тому числі 59,2 % дітей у віці до 18 років та 7,5 % осіб у віці 65 років та старших.
Цивільне працевлаштоване населення становило 348 осіб. Основні галузі зайнятості: виробництво — 22,7 %, науковці, спеціалісти, менеджери — 22,1 %, освіта, охорона здоров'я та соціальна допомога — 20,7 %.